# پایگاه هوایی بوشل
پایگاه هوایی بوشل (به انگلیسی: Büchel Air Base) (به زبان بومی: Fliegerhorst Büchel) یک فرودگاه نظامی است که یک باند فرود آسفالت دارد و طول باند آن ۲۵۰۷ متر است. این فرودگاه در کشور آلمان قرار دارد و در ارتفاع ۴۷۸ متری از سطح دریا واقع شده‌است.